# Nehemías
Nehemías (hebreo: נְחֶמְיָה Ne'hemya, «Yavé ha consolado») es una figura de la cautividad de Babilonia y el retorno a Sion, cuya historia está consignada en el Tanaj y la Biblia.  Es considerado principal artífice de la reconstrucción de las murallas de Jerusalén y autor del Libro de Nehemías. Fue gobernador de la provincia de Judea entre el 445 a. C. - 433 a. C. aproximadamente.
La mayoría de los eruditos creen que Nehemías fue una figura histórica real y que la Memoria de Nehemías, un nombre dado por los eruditos a ciertas partes del libro escritas en primera persona, es históricamente confiable.

## Elementos biográficos

### De Susa a Jerusalén
Mientras desempeñaba como copero en Susa bajo el rey aqueménida Artajerjes I (o quizás bajo Artajerjes II), se enteró de un informe alarmante de Hanani, uno de sus hermanos, sobre la desolación que reinaba en Jerusalén. El duelo que embargó entonces a Nehemías resultó tan evidente que el rey se interesó por sus problemas y le permitió, quizá con la intercesión de la reina o de la reina madre, visitar Jerusalén en calidad de tirshatha («virrey») de la provincia de Yehud, que estaba bajo dominio persa. Nehemías llegó a Jerusalén en 445 a. C., en el vigésimo año de reinado de Artajerjes, provisto de un firmán que le autorizaba a proveerse de madera para la reconstrucción de las murallas. Su llegada contrarió grandemente a Sanballat el horonita, gobernador de Samaria, y a Tobías el amonita, gobernador de Amón. Su oposición, así como la de Guesem el árabe, aumentó cuando se enteraron de sus proyectos.

### La reconstrucción de la muralla
La reconstrucción de la muralla de Jerusalén había sido emprendida varias veces antes de Nehemías, pero todos los intentos habían fracasado. Después de haber inspeccionado Jerusalén por la noche para obrar con la máxima discreción, les encomendó a la familia sacerdotal y a cuarenta y dos familias de diversas localidades judías reconstruir las puertas, las torres y los tramos de muralla. Sin embargo, los ánimos de los enemigos de los judíos se encendieron y emprendieron varias tentativas de intimidación. Incluso lograron aliarse a algunos judíos y disuadirlos de proseguir con sus trabajos. Nehemías hizo armarse a los albañiles, instalando atalayas. A pesar de la magnitud de la tarea, esta se acabó, según el relato bíblico, en cincuenta y dos días.
El relato de la construcción, así como el de las ceremonias de inauguración, parecen haber sido consignados varios años después de los acontecimientos descritos.

### Las reformas de Nehemías
Tan pronto como se terminó la construcción, Nehemías se dedicó a las reformas políticas.
La primera fue restituir sus tierras a aquellos a los que tuvieron que desprenderse de ellas para pagar sus deudas. Esta medida, que anulaba toda consideración hacia las propiedades legalmente adquiridas, se aplicó con relativa facilidad. Sin embargo, poco después, Nehemías hubo de hacer frente a varias tentativas de asesinato y de descrédito alentadas por sus enemigos.
Nehemías inició a continuación una encuesta sobre la genealogía de los residentes en Jerusalén, a fin de separar a los extranjeros. A este efecto, se hizo remitir una copia del rollo de las familias retornadas a Sion con el gobernador Zorobabel. El relato hace un paréntesis, sin describir las medidas adoptadas, ni la acogida que tuvieron. Se desprende, según otros pasajes del Libro de Nehemías, que los matrimonios mixtos habían sido frecuentes, incluso en la familia del sumo sacerdote, que se había aliado conyugalmente con Tobías el amonita. Parece pues que Nehemías, no queriendo alienarse a las capas humildes del pueblo, que había conquistado con su reforma anterior, suspendió sus investigaciones.
El resto de sus reformas parece ser de naturaleza religiosa, secundando a Esdras en su reinstauración de la ley mosaica con respecto al sabbat. También instituyó un sistema de impuestos para el mantenimiento del Templo y su culto, a pesar de la oposición que suscitaron sus decretos. Una vez establecidas sus reformas, Nehemías volvió a Susa o a Ecbatana.
Después de su regreso a Jerusalén, en el curso del cual completó su encuesta genealógica, Nehemías se lamentó de la decadencia en la que había Jerusalén se había sumido durante su ausencia de dos años. (Algunos sitúan en este intervalo el ministerio de Malaquías). No se conoce nada de su historia más allá de este punto; probablemente murió en Jerusalén a edad avanzada. Se desconocen el lugar de su muerte y de su sepultura.
Nehemías fue el último gobernador nombrado por la corte de Persia: la provincia de Yehoud fue después anexionada a la satrapía de Celesiria y sus gobernadores fueron nombrados por los sirios.